# Cockerham
Cockerham – wieś w Anglii, w hrabstwie Lancashire, w dystrykcie Lancaster. Leży 68 km na północny zachód od miasta Manchester i 328 km na północny zachód od Londynu. W 2001 miejscowość liczyła 558 mieszkańców.

## Galeria

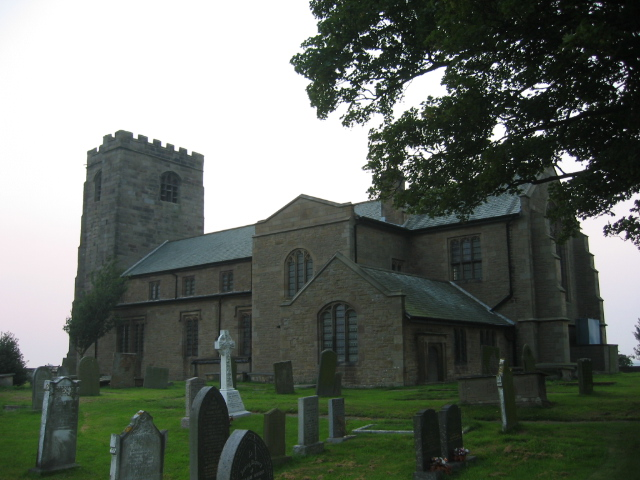
Kościół Św. Michała (ściana wschodnia)
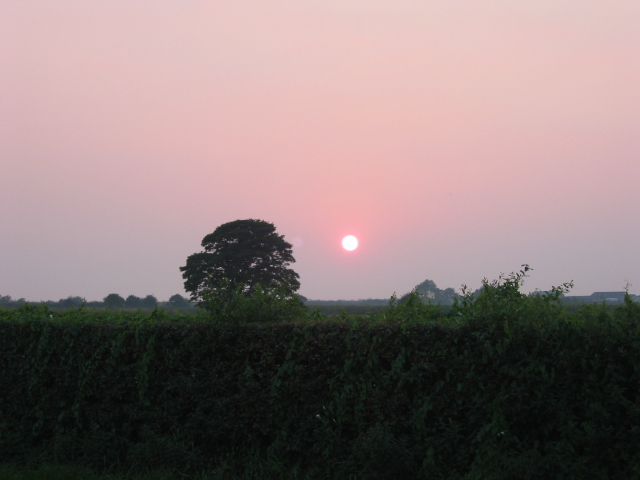
Zachód słońca w Cockerham
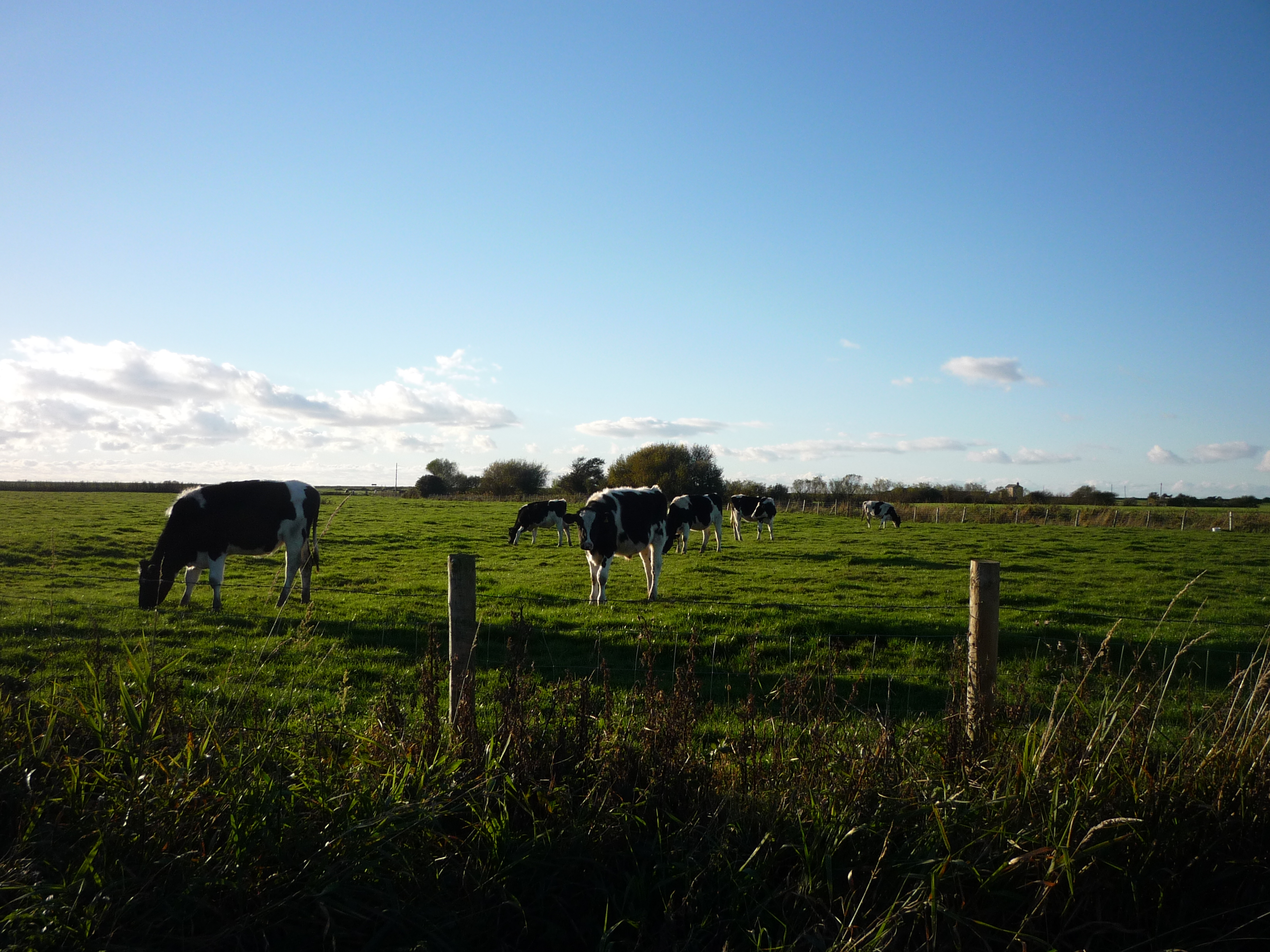
Łąki w Cockerham
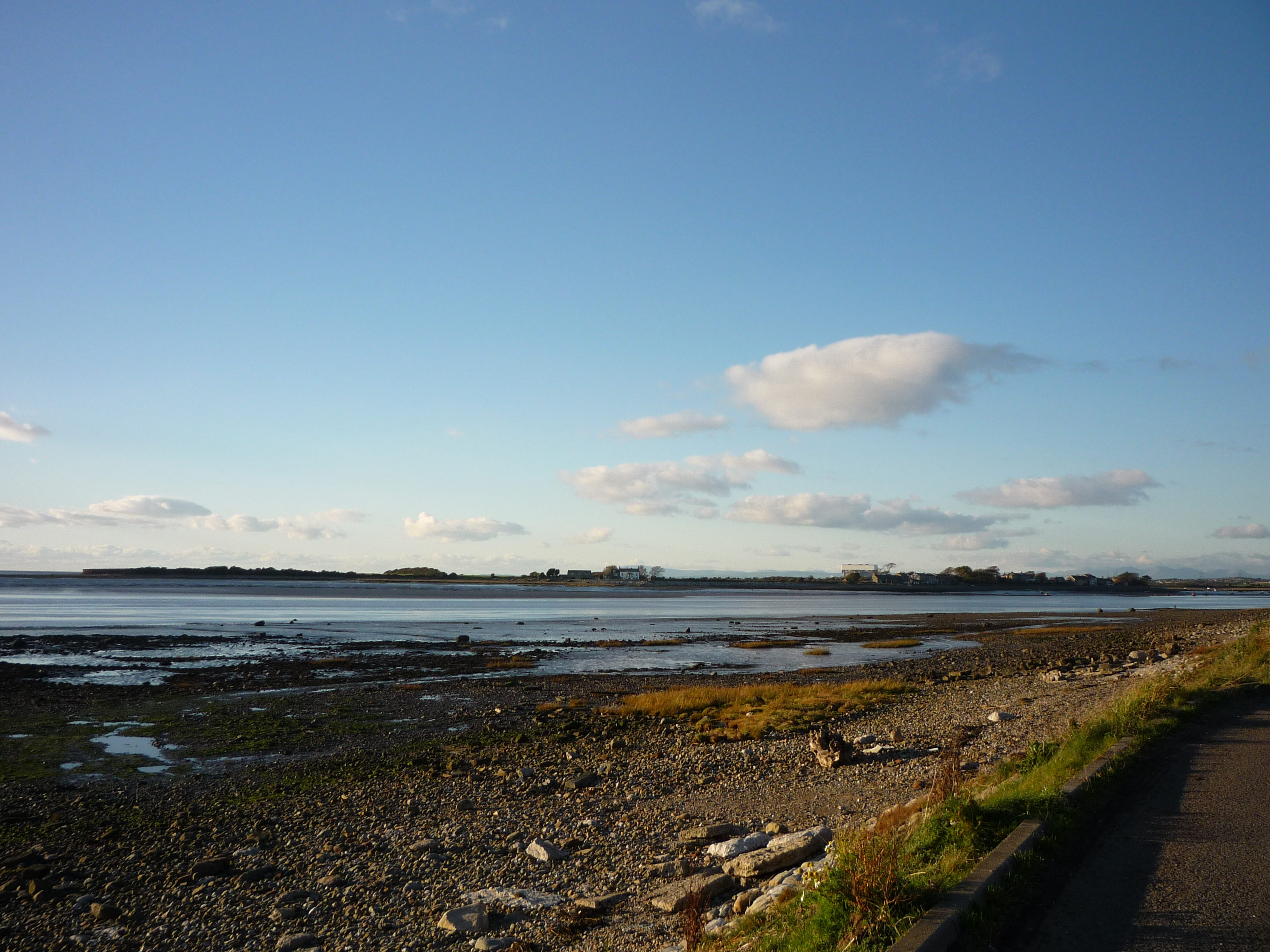
Brzeg morski w Cockerham